# Søllested Sogn (Lolland)
 For alternative betydninger, se Søllested Sogn. (Se også artikler, som begynder med Søllested Sogn)
Søllested Sogn var et sogn i Lolland Vestre Provsti (Lolland-Falsters Stift). 27. november 2016 indgik det i Søllested-Skovlænge-Gurreby Sogn.
Søllested Sogn havde fra 1634 Skovlænge Sogn som anneks og fra 1692 også Gurreby Sogn. I 1842 blev Søllested et selvstændigt pastorat. Alle 3 sogne hørte til Lollands Sønder Herred i Maribo Amt. Søllested sognekommune blev ved kommunalreformen i 1970 kernen i Højreby Kommune, der ved strukturreformen i 2007 indgik i Lolland Kommune.
I Søllested Sogn ligger Søllested Kirke.
I sognet findes følgende autoriserede stednavne:
- Højreby (bebyggelse, ejerlav)
- Højreby Huse (bebyggelse)
- Langager Huse (bebyggelse)
- Skidenstræde (bebyggelse)
- Søllested (bebyggelse, ejerlav)
- Søllestedgaard (ejerlav, landbrugsejendom)
- Troelseby (bebyggelse, ejerlav)
- Vilhelmshøj (landbrugsejendom)